# Taux au jour-le-jour
Sur le marché monétaire, l'expression taux au  jour-le-jour, souvent abrégée en TJJ ou TAJJ, désigne un taux d'intérêt in fine applicable d'un jour ouvrable au suivant.
Il s'agit de la capitalisation avec le rythme le plus élevé qu'on trouve sur les marchés financiers : environ 320 fois par an.

## Différents TJJ
On distingue : 
- l'Overnight, noté O/N, c'est-à-dire entre aujourd'hui et demain ouvrable ;
- le Tom Next (abréviation de Tomorrow Next) ou Tom, noté T/N, c'est-à-dire entre demain ouvrable et après-demain ouvrable ;
- le Spot Next, noté S/N, c'est-à-dire entre après-demain ouvrable et le jour ouvrable suivant.

Par ailleurs, sur un même marché, il y aura différents TJJ traités entre les mêmes dates, suivant :
- si le prêt est en blanc (en anglais : unsecured) ;
- ou gagé (voir : repo, pension) :
  - par des emprunts d'État ;
  - ou par d'autres titres ;
- suivant l'identité et la nature juridique du prêteur ;
- suivant celles de l'emprunteur ;
- etc.

## Marchés monétaires domestiques et marchés des dépôts en devises
L'Overnight est le taux directeur des marchés monétaires domestiques. 
En revanche, il n'est que très peu pratiqué sur les marchés des dépôts en devises, où le marché directeur est le Tom Next. Cela s'explique par des raisons pratiques de délai de transmission des instructions à la banque correspondante qui tient le compte en devise dans le pays d'origine de celle-ci (ou, pour l'euro, un de ses pays d'origine). 
Il y a, par conséquent, un divorce de fait entre marchés monétaires domestiques et marchés des dépôts en devises, qui auront donc structurellement un jour d'écart et ne convergent donc pas nécessairement. Cela a des incidences non négligeables sur la valorisation du change à terme. 

## Conventions de calcul
En Europe Continentale et aux États-Unis, ce taux est calculé sur une base annuelle de 360 jours. En Grande Bretagne et dans certains pays du Commonwealth, il l'est généralement sur une base annuelle de 365 jours.

## Swaps contre TJJ et repos à taux variable
Il existe des marchés de swaps contre des fixings de TJJ domestiques réalisés et publiés par une banque centrale ou une autorité indépendante, comme la Fédération Bancaire Européenne. Ils sont connus sous l'appellation d'OIS, de l'anglais Overnight Indexed Swaps. Dans la zone euro, le taux de référence est l'€STR, aux États-Unis le SOFR.
Il existe aussi des repos (appelés aussi pensions  livrées) à taux variable indexés sur l'Eonia.

## Historique et particularités françaises
Avant l'union monétaire de 1999, le marché monétaire français reposait sur le TMP (Taux Moyen Pondéré) quotidien des prêts interbancaires au jour-le-jour publié par la Banque de France. 
En France, l'immense majorité des pensions livrées avaient lieu à taux variable, indexé sur ce TMP. 
Il existait un marché très actif des swaps (dits contre TAM ou T4M, suivant les modes de composition du TJJ) indexés sur cet indice, allant jusqu'au 15 ans, qui représentait l'essentiel des transactions domestiques interbancaires de swaps de taux d'intérêt.
Il s'agissait là d'une organisation très rationnelle du marché, spécifiquement française, qui permettait à une économie de taille moyenne, comme l'était l'économie française, de disposer d'un marché monétaire de facto plus profond que, par exemple, le marché monétaire allemand. La création de l'Euro a fait disparaître le besoin de cette organisation.